# هيلدا الشجاعة
هيلدا الشجاعة (بالإنجليزية: Hilda)‏ هو مسلسل رسوم متحركة بريطاني كندي مبني على سلسلة روايات مصورة بنفس الاسم من تأليف لوك بيرسن. المسلسل يعرض مغامرات هيلدا الفتاة ذات الشعر الأزرق جنباً إلى جنب مع صديقها، حيث يتغلبا علي أخطر الوحوش. تم عرض المسلسل لأول مرة في 21 سبتمبر 2018 علي شبكة نيتفليكس الحصرية.

## الطاقم والشخصيات
- بيلا رمزي في دور هيلدا.[5]
- ديزي  في دور الأم
- أميره أوجو في دور فريدا
- أوليفر نيلسون في دور دافيد
- ايلان جالكوف

## روابط خارجية
- هيلدا الشجاعة على موقع IMDb (الإنجليزية)
- هيلدا الشجاعة على موقع روتن توميتوز (الإنجليزية)
- هيلدا الشجاعة على موقع نتفليكس (الإنجليزية)
- هيلدا الشجاعة على موقع فيلمافينيتي (الإسبانية)
- هيلدا الشجاعة على موقع كينوبويسك (الروسية)
- هيلدا الشجاعة على موقع ألو سيني (الفرنسية)
- هيلدا الشجاعة على موقع قاعدة بيانات الفيلم (الإنجليزية)